# Vit makt-musik
Vit makt-musik är en musikgenre där textlyriken har ett nynazistiskt, rasistiskt eller nationalrevolutionärt budskap. Musikgenren kallas bland anhängare även för frihetsrock.[källa behövs] Musiken är ofta rock, men även andra musikformer, till exempel inslag från folkmusik eller klassisk musik i sångerna, kan förekomma.
Sverige hade under 1990-talets andra halva ett rykte om sig att vara världsledande. Enligt en undersökning som gjordes 1997 bland Sveriges skolelever i åldrarna 12 till 20 år lyssnade 12% på vit makt-musik.
Subgenrer inkluderar NSBM och Rock Against Communism.[källa behövs]

## Kända band
- Pluton Svea
- Fyrdung
- Skrewdriver
- Saga
- Landser
- Pluton Svea, tidigare Pro Patria
- Vit Aggression, Tidigare Hooligans
- Division S
- Storm
- Dirlewanger
- Vit legion
- Midgårds Söner
- Von Thronstahl
- Kolovrat
- Triskelon
- Totenkopf
- No Remorse
- Nibelungen

## Kända soloartister
- Jocke Karlsson
- Clifford Joseph Trahan (Johnny Rebel)